# Apaturris
Apaturris Iredale, 1917 è un genere di molluschi gasteropodi della famiglia Borsoniidae.

## Tassonomia
Il genere comprende due specie:
- Apaturris costifera May, 1920
- Apaturris expeditionis (W.R.B. Oliver, 1915)